# 김성환 (1965년)
김성환(金星煥, 1965년 10월 15일~)은 대한민국의 공무원 출신 정치인으로, 노원구의회 의원, 서울특별시의회 의원을 거쳐 9·10대 노원구청장을, 또한 제20·21·22대 국회의원직을 역임하였으며, 현재는 환경부 장관으로 재임 중이다. 

## 생애
1984년에 한성고등학교를, 1990년에 연세대학교 법학과를 졸업하였으며, 1999년에 '노인정 활성화 방안에 대한 연구'라는 논문으로 연세대학교 행정대학원에서 석사학위를 취득했다.
신계륜의원의 비서관으로 정치에 입문하였다. 이후 1995년에 노원구의원을, 1998년에 서울특별시의원을 역임하였다.
2002년에 새천년민주당 노무현 대통령 후보의 복지담당 책임자로 활동한 후, 대통령직 인수위 전문위원으로 일했다. 참여정부에서는 청와대 행정관으로 출발, 정책조정비서관에 이르기까지 4년 5개월을 정책분야 참모로 있었다. 
대한민국 제18대 국회의원 선거에서 노원구 병에 출마를 했지만 선거에서는 3위로 낙선했다. 이후 제5회 전국동시지방선거에서 노원구청장에 출마해 현직 구청장인 한나라당 이노근 후보를 꺾고 당선된다. 그리고 제6회 전국동시지방선거에서 새누리당 정기완 후보를 꺾고 재선에 성공했다.
안철수의 사퇴로 치러지는 2018년 노원구 병 재보선에서 더불어민주당 후보로 단독 공천신청하였다. 황창화 지역위원장의 불출마 선언으로 단수공천이 확정되었고, 바른미래당의 이준석 후보를 압도적인 표차로 누르고 국회입성에 성공하였다. 21대 총선에서도 같은 지역구에 출마했으며 이준석과의 리턴매치에서 승리해 재선에 성공했다.

## 학력
- 서울창서국민학교 졸업
- 중동중학교 졸업
- 한성고등학교 졸업
- 연세대학교 법과대학 법학 학사
- 연세대학교 대학원 행정학 석사

## 경력
- 1987년: 민주쟁취국민운동본부 학생대표
- 1990년: 전국청년단체대표자협의회 초대 간사
- 1992년~1995년: 신계륜 국회의원 비서관
- (주)예감갤러리 전무이사
- 경제정의실천시민연합 회원
- 우리말 살리기 운동본부 회원
- 지방자치실무연구소 객원연구원
- 살기좋은 노원만들기 연구모임 수석연구위원
- 1992년~1995년: 민주당 서울특별시 지부 노원구 을 지구당 상계9동 위원장 및 지방자치협의회장
- 1995년 6월 29일: 제1회 전국동시지방선거 당선(민선 1기, 서울 노원구 상계제9동 선거구, 무소속, 초선)
- 1995년 7월~1998년 6월: 제2대 서울특별시 노원구의회 의원(민선 1기, 서울 노원구 상계제9동 선거구, 무소속, 초선)
- 1996년~1998년: 새정치국민회의 서울특별시 지부 노원구 을 지구당 정책실장 및 제2지역위원장
- 1998년 6월 4일: 제2회 전국동시지방선거 당선(민선 2기, 서울 노원구 제4선거구, 새정치국민회의, 초선)
- 1998년 7월~2002년 6월: 제5대 서울특별시의회 의원(민선 2기, 서울 노원구 제4선거구, 새정치국민회의→새천년민주당, 초선)
- 2000년~2002년: 새천년민주당 서울특별시 지부 노원구 을 지구당 제4선거구 지방자치협의회장
- 세일장학회 이사
- 스카우트 서울북부연맹 직선 이사
- 한국청소년재단 이사
- 녹색 서울만들기 연구모임 공동대표
- 노원 새교육공동체 운영위원
- 노원복지포럼 운영위원
- 노원 생활체육협의회 자문위원
- 대한노인회 노원구지회 자문위원
- 시민자치정책센터 운영위원
- 한국청년연합회 지방자치센터 부소장
- 서울청소년문화교류센터 기획위원
- 전국여성장애인연합 정책위원
- 2003년 1월~2003년 2월: 노무현 대통령직인수위원회 보건복지 전문위원
- 2003년 3월~2006년 8월: 대통령비서실 정책조정비서실 행정관
- 2006년 8월~2007년 9월: 대통령비서실 정책조정비서관
- 2007년 11월~2007년 12월: 제17대 대통령 선거 대통합민주신당 정동영 대통령 후보 선거대책위원회 정책기획실장
- 2008년: 한국미래발전연구원 기획실장
- 2008년~2010년: 민주당 전략기획위원회 부위원장
- 2008년~2010년: 민주당 서울특별시당 노원구 병 지역위원회 위원장
- 2010년 6월 2일: 제6회 전국동시지방선거 당선(민선 5기, 서울특별시 노원구청장, 민주당, 초선)
- 2010년 7월~2014년 6월: 제9대 서울특별시 노원구청장(민선 5기, 민주당→민주통합당→민주당→새정치민주연합, 초선)
- 2014년 6월 4일: 제6회 전국동시지방선거 당선(민선 6기, 서울특별시 노원구청장, 새정치민주연합, 재선)
- 2014년 7월~2018년 2월: 제10대 서울특별시 노원구청장(민선 6기, 새정치민주연합→더불어민주당, 재선)
- 2018년 6월 13일: 2018년 대한민국 재보궐선거 당선(서울 노원구 병, 더불어민주당, 초선)[3][4]
- 2018년 8월~2020년 8월: 더불어민주당 이해찬 당대표 비서실장
- 2018년 8월~2024년 5월: 더불어민주당 서울특별시당 노원구 병 지역위원회 위원장
- 2020년 4월 15일: 대한민국 제21대 국회의원 선거 당선(서울 노원구 병, 더불어민주당, 재선)[5][6]
- 2021년 4월~2022년 3월: 더불어민주당 원내기획수석부대표
- 2022년 3월~2023년 3월: 더불어민주당 정책위원회 의장
- 2023년 11월: 더불어민주당 인재위원회 간사
- 2024년 4월 10일: 대한민국 제22대 국회의원 선거 당선(서울 노원구 을, 더불어민주당, 3선)[7][8]
- 2024년 5월~: 더불어민주당 서울특별시당 노원구 을 지역위원회 위원장
- 2025년 7월~:  제22대 환경부 장관

### 의정 활동
- 2018년 6월 14일~2020년 5월 29일: 제20대 국회의원(서울 노원구 병, 더불어민주당, 초선)
  - 2018년 7월~2020년 5월: 제20대 국회 후반기 산업통상자원중소벤처기업위원회 위원
  - 2018년 10월~2019년 6월: 제20대 국회 에너지특별위원회 위원
- 2020년 5월 30일~2024년 5월 29일: 제21대 국회의원(서울 노원구 병, 더불어민주당, 재선)
  - 2020년 6월~2021년 5월: 제21대 국회 전반기 산업통상자원중소벤처기업위원회 위원
  - 2021년 4월~2022년 5월: 제21대 국회 전반기 국회운영위원회 위원
  - 2021년 5월~2021년 5월: 제21대 국회 전반기 정무위원회 위원
  - 2021년 5월~2022년 5월: 제21대 국회 전반기 산업통상자원중소벤처기업위원회 위원
  - 2022년 7월~2024년 5월: 제21대 국회 후반기 산업통상자원중소벤처기업위원회 위원
  - 2022년 7월~2022년 10월: 제21대 국회 민생경제안정 특별위원회 간사
  - 2023년 2월~2024년 5월: 제21대 국회 기후위기 특별위원회 위원
- 2024년 5월 30일~: 제22대 국회의원(서울 노원구 을, 더불어민주당, 3선)
  - 2024년 6월~: 제22대 국회 전반기 산업통상자원중소벤처기업위원회 위원
  - 2025년 3월~2025년 7월: 제22대 국회 기후위기 특별위원회 위원

## 저서
- 진보의 미래를 위한 대한민국 국가전략(2010년)
- 님은 갔지만, 보내지 아니 하였습니다(2010년)
- 10권의 책으로 노무현을 말하다(2010년)
- 나비효과(2012년)
- 생각은 세계적으로 행동은 마을에서-나비효과2(2014년)
- 공존의시대(2018년)

## 역대 선거 결과
|  | 51.62% |

|  | 52.53% |

|  | 47.39% |

|  | 16.26% |

|  | 53.69% |

|  | 58.93% |

|  | 56.43% |

|  | 53.15% |

|  | 58.51% |

## 소속 정당
| 소속 정당 | 소속 정당      | 소속 기간 | 비고      |
| --------- | -------------- | --------- | --------- |
|           | 민주당         | 1992~1995 | 정계 입문 |
|           | 무소속         | 1995      | 탈당      |
|           | 새정치국민회의 | 1995~2000 | 창당      |
|           | 새천년민주당   | 2000~2003 | 합당      |
|           | 무소속         | 2003~2007 | 탈당      |
|           | 대통합민주신당 | 2007~2008 | 복당      |
|           | 통합민주당     | 2008      | 합당      |
|           | 민주당         | 2008~2011 | 당명 변경 |
|           | 민주통합당     | 2011~2013 | 합당      |
|           | 민주당         | 2013~2014 | 당명 변경 |
|           | 새정치민주연합 | 2014~2015 | 합당      |
|           | 더불어민주당   | 2015~현재 | 당명 변경 |

## 같이 보기
- 노원구 을
- 노원구 병
- 노원구청장
- 서울 노원구의 국회의원
- 대한민국의 환경부 장관